# 法哈德·法特库林
法哈德·法特库林（1979年11月2日—），俄罗斯联邦鞑靼斯坦共和国社会活动家，鞑靼人，著名事迹是向俄罗斯非俄语人士推广维基媒体运动。正因如此，他获得2018年年度维基人。
日常生活中，他是职业同声传译员，曾为前鞑靼斯坦總統明季梅尔·沙里波维奇·沙伊米耶夫服务。